# Rudolf von Uechtritz
Rudolf Karl Friedrich von Uechtritz (Breslavia, 31 dicembre 1838 – Breslavia, 21 novembre 1886) è stato un botanico tedesco.
Era il figlio di Max von Uechtritz (1785-1851), un rittmeister tedesco che condusse studi entomologici e botanici.

## Biografia
Studiò scienze naturali presso l'Università di Breslavia, come allievo di Heinrich Göppert e Ferdinand Cohn. Nel 1863 terminò i suoi studi presso l'università a causa de suoi disturbi cardiaci, e successivamente, lavorò come studioso privato a Breslavia.
Divenne in gran parte noto per le sue indagini botaniche nella regione Slesia, è condusse delle ricerche botaniche nelle sue escursioni: Moravia Meridionale (1855), Carpazi centrali (1856), Tirolo e delle zone limitrofe di Baviera, Svizzera e Nord Italia (1858), così come la Turingia, Franconia e Sassonia (1860-1861). Servì come custode del Schlesischen Gesellschaft für Vaterländische Cultur, e fu fondatore della Schlesischen Botanischen Tauschvereins.
Dopo la sua morte, Adolf Engler, acquistò il suo erbario e lo donò alla Università di Breslavia. La sua biblioteca e i suoi manoscritti sono stati acquisiti dall'università. Il genere botanico Uechtritzia (Freyn, 1892) ricorda il suo nome, così come l'epiteto specifico di Uechtritziana.

## Opere principali
- Botanische Excursion in die Central-Karpathen, 1857.
- Bemerkungen über einige Pflanzen der ungarischen Flora, 1866.
- Zur Flora Ungarns, 1871.
- Resultate der Durchforschung der schlesischen Phanerogamenflora, 1874-84.
- Thlaspi banaticum, eine neue Species der ungarischen Flora, 1875.[4]
- Flora von Schlesien preussischen und österreichischen Antheils (con Emil Fiek), 1881.[5]